# Sébastien Buemi
Sébastien Olivier Buemi (* 31. října 1988 Aigle) je švýcarský automobilový závodník, pilot Formule 1, který závodil od roku 2009 do roku 2011 pro tým Scuderia Toro Rosso.

## Formule BMW
Po letech na motokárách strávil ročníky 2004 a 2005 v Německé Formuli BMW. V první sezóně skončil celkově na 3. místě, o rok později na 2. místě. V roce 2005 si také zazávodil v FBMW World Final.

## Formule 3
Ještě v sezóně 2005 odjel jeden závod ve Formuli 3, Grand Prix Španělska. Od roku 2006 se stal stálým jezdcem, celkově byl na 12. místě. V této sérii zůstal i v sezóně 2007 a obsadil celkové 2. místo. V témže roce závodil i ve speciální Ultimate Masters of Formula 3 a v Macau Grand Prix.

## A1 Grand Prix
V sezóně 2006-07 série A1 Grand Prix se podělil v kokpitu Švýcarska o místo s Neelem Janim a Marcelem Fässlerem. Jejich tým skončil celkově na 8. místě.

## GP2

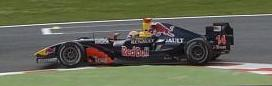
Buemi s vozem Arden International na okruhu Magny-Cours v sezóně 2008 v sérii GP2.

V GP2 se poprvé objevil při Grand Prix Monaka v roce 2007, když nahradil zraněného Michaela Ammermüllera v týmu ART Grand Prix. V tomto závodě dojel na solidním 7. místě. V témže roce se připojil k týmu Arden International v Asijské sérii GP2. Jednou dosáhl na vítězství a čtyřikrát byl druhý, což mu vyneslo celkové 2. místo.
Se stejným týmem pokračoval i v sezóně 2008 v klasické GP2. První vítězství si připsal ve Francii, ve sprintu, když startoval dokonce až z 21. místa. Těžil hlavně z toho, že vyjel na suchých pneumatikách na pomalu usychající trati. Jeho konkurenti zvolili jinak a museli přezouvat. Ke konci sezóny vyhrál ještě jeden závod a celkově se Buemi umístil na 6. místě.

## Formule 1

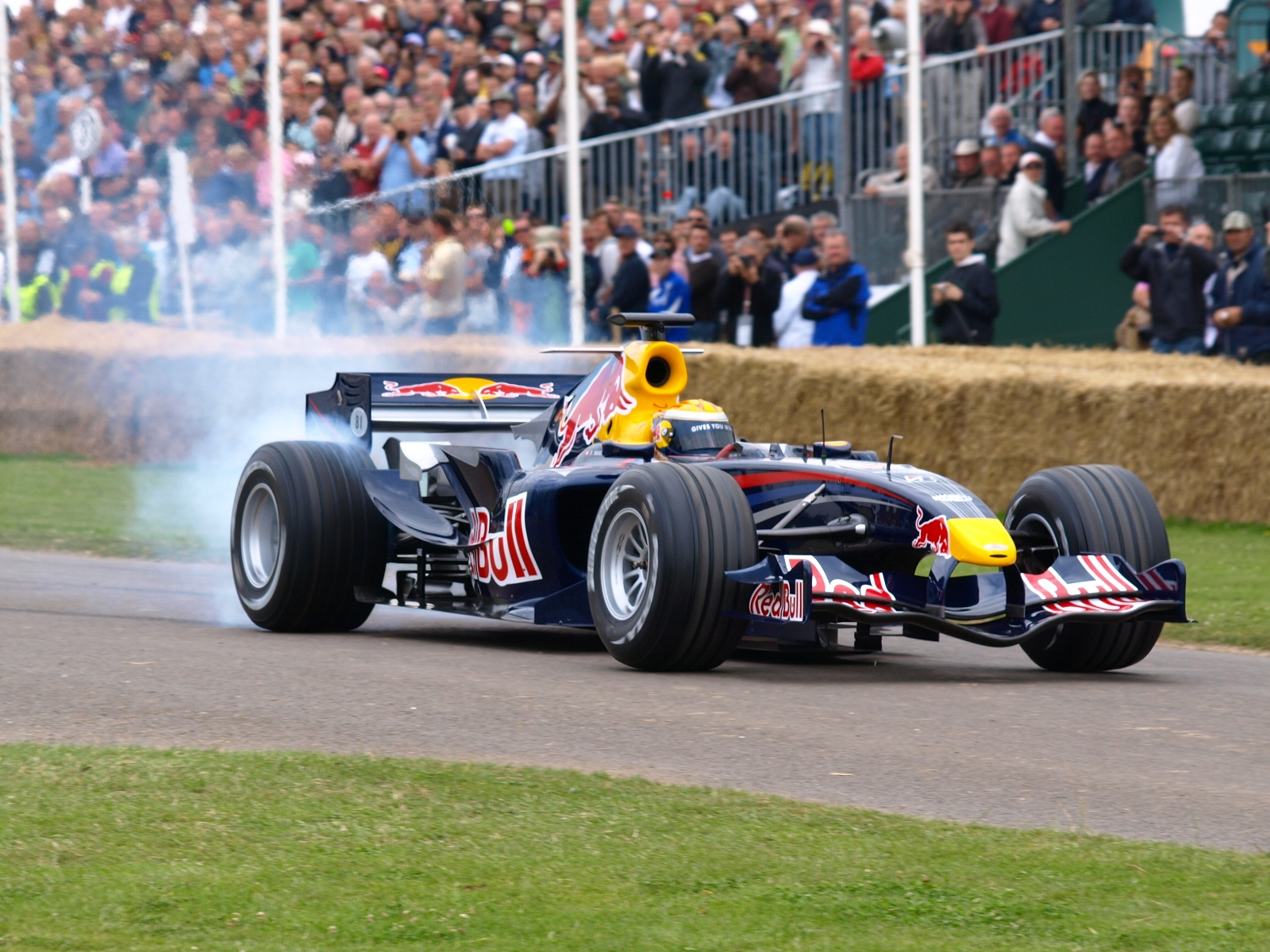
Buemi ve voze Red Bull RB1 na Goodwood Festival of Speed 2008.

18. září 2007 usedl poprvé do Formule 1, když testoval vůz Red Bull RB3 na okruhu Jerez. V testech skončil na 3. místě, lepší byli pouze Timo Glock (Toyota F1) a Vitantonio Liuzzi (Scuderia Toro Rosso). Porazil však jména jako Rubens Barrichello (Honda F1) nebo Nelson Piquet Jr. (Renault F1).
16. ledna 2008 jej tým Red Bull Racing potvrdil jako třetího a zároveň rezervního jezdce pro rok 2008. Při Grand Prix Japonska 2008 řídil Sébastien medical car, když jeho obvyklý jezdec, Dr. Jacques Tropenat, musel odpočívat kvůli ušním problémům.
19. září 2008 oznámila stáj Scuderia Toro Rosso, že by s ním ráda podepsala smlouvu na rok 2009. Smlouva byla podepsána 9. ledna 2009. Stal se tak stal prvním Švýcarem od roku 1995 ve Formuli 1 (naposledy jel Jean-Denis Délétraz s vozem Pacific při Grand Prix Evropy 1995).

### 2009-2011: Toro Rosso
Při svém debutovém závodě porazil svého týmového kolegu, Sébastiena Bourdaise a připsal si premiérový bod. Po diskvalifikaci Lewise Hamiltona ale poskočil ještě o příčku výš a připsal si 2 body. V Číně si dojel pro další bod a měl po 3 závodech vynikající 3 body, další body získal až na konci sezóny v Brazílii a Abú Dhabí. V roce 2011 jel poslední sezónu a byl nahrazen Jeanem-Ericem Vergnem.

## Formule E

### 2014/2015: e.Dams Renault
V roce 2014 uzavřel Sebastian Buemi smlouvu s týmem formule E - e,Dams Renault. Že to s elektrickou formulí umí, ukázal už v testech v Donningtonu, kde pouze jediný den nezajel nejrychlejší čas. I přes nepodařený první závod vyhrál Buemi celkem tři závody (nejvíc ze všech jezdců; v Uruguayi, Monaku a Británii) z jedenácti možných, získal tři pole position, pět pódií a s Nico Prostem získal pro e.Dams pohár konstruktérů. Šampionát jezdců mu unikl v posledním závodě o pouhý bod před Nelsnem Piquetem Juniorem.

### 2015/2016: Renault e.Dams
Druhou sezónu Renault již v testech naznačil, že je odhodlán pohár konstruktérů obhájit. A v úvodním závodě v Pekingu ukázal vůz Renault Z.E.15 svojí dominanci, když Buemi suverénně zvítězil a jeho kolega Nicolas Prost byl donucen odstoupit z pódiového umístění kvůli poškozenému zadnímu křídlu. A nebýt problémů v Malajsii, zřejmě by Švýcar vyhrál i tam. Chuť si však spravil na ePrix v Punta del Este, kde opět po roce zvítězil.
Týmu se povedlo vítězství z minulého roku obhájit.

## Kompletní výsledky
| Legenda k tabulce | Legenda k tabulce                                                                       |
| Barva             | Výsledek                                                                                |
| ----------------- | --------------------------------------------------------------------------------------- |
| Zlatá             | Vítěz                                                                                   |
| Stříbrná          | 2. místo                                                                                |
| Bronzová          | 3. místo                                                                                |
| Zelená            | Bodované umístění                                                                       |
| Modrá             | Nebodované umístění                                                                     |
| Modrá             | Dokončil neklasifikován (NC)                                                            |
| Fialová           | Odstoupil (Ret)                                                                         |
| Červená           | Nekvalifikoval se (DNQ)                                                                 |
| Červená           | Nepředkvalifikoval se (DNPQ)                                                            |
| Černá             | Diskvalifikován (DSQ)                                                                   |
| Bílá              | Nestartoval (DNS)                                                                       |
| Bílá              | Závod zrušen (C)                                                                        |
| Světle modrá      | Pouze trénoval (PO)                                                                     |
| Světle modrá      | Páteční testovací jezdec (TD)                                                           |
| Bez barvy         | Netrénoval (DNP)                                                                        |
| Bez barvy         | Vyřazen (EX)                                                                            |
| Bez barvy         | Nepřijel (DNA)                                                                          |
| Bez barvy         | Odvolal účast (WD)                                                                      |
| Bez barvy         | Nezúčastnil se (prázdné)                                                                |
| Označení          | Význam                                                                                  |
| Tučnost           | Pole position                                                                           |
| Kurzíva           | Nejrychlejší kolo                                                                       |
| †                 | Jezdec nedojel do cíle, ale byl klasifikován, protože odjel více než 90 % délky závodu. |
| ‡                 | Byl udělován poloviční počet bodů, protože bylo odjeto méně než 75 % délky závodu.      |
| Horní index       | Umístění bodujících jezdců ve sprintu                                                   |

### Formule 1
| Rok  | Tým                 | Šasi            | Motor              | 1       | 2       | 3      | 4       | 5       | 6       | 7      | 8      | 9       | 10     | 11      | 12      | 13      | 14      | 15      | 16     | 17      | 18      | 19     | Body | Umístění  |
| ---- | ------------------- | --------------- | ------------------ | ------- | ------- | ------ | ------- | ------- | ------- | ------ | ------ | ------- | ------ | ------- | ------- | ------- | ------- | ------- | ------ | ------- | ------- | ------ | ---- | --------- |
| 2009 | Scuderia Toro Rosso | Toro Rosso STR4 | Ferrari 056 2,4 V8 | AUS 7   | MAL 16† | CHN 8  | BHR 17  | ESP Ret | MON Ret | TUR 15 | GBR 18 | GER 16  | HUN 16 | EUR Ret | BEL 12  | ITA 13† | SIN Ret | JPN Ret | BRA 7  | ABU 8   |         |        | 6    | 16. místo |
| 2010 | Scuderia Toro Rosso | Toro Rosso STR5 | Ferrari 056 2,4 V8 | BHR 16† | AUS Ret | MAL 11 | CHN Ret | ESP Ret | MON 10  | TUR 16 | CAN 8  | EUR 9   | GBR 12 | GER Ret | HUN 12  | BEL 12  | ITA 11  | SIN 14  | JPN 10 | KOR Ret | BRA 13  | ABU 15 | 8    | 16. místo |
| 2011 | Scuderia Toro Rosso | Toro Rosso STR6 | Ferrari 056 2,4 V8 | AUS 8   | MAL 13  | CHN 14 | TUR 9   | ESP 14  | MON 10  | CAN 10 | EUR 13 | GBR Ret | GER 15 | HUN 8   | BEL Ret | ITA 10  | SIN 12  | JPN Ret | KOR 9  | IND Ret | ABU Ret | BRA 12 | 15   | 15. místo |

### Formule E
| Rok     | Tým            | Šasi          | Pohonná jednotka | 1       | 2      | 3       | 4       | 5       | 6       | 7       | 8      | 9     | 10      | 11      | 12     | 13    | Body | Umístění |
| ------- | -------------- | ------------- | ---------------- | ------- | ------ | ------- | ------- | ------- | ------- | ------- | ------ | ----- | ------- | ------- | ------ | ----- | ---- | -------- |
| 2014–15 | e.dams Renault | Spark SRT01-e | SRT01-e          | BEI Ret | PUT 3  | PDE 1   | BNA Ret | MIA 13  | LBH 4   | MON 1   | BER 2  | MOS 9 | LON 1   | LON 5   |        |       | 143  | 2. místo |
| 2015–16 | Renault e.dams | Spark SRT01-e | Renault Z.E 15   | BEI 1   | PUT 12 | PDE 1   | BNA 2   | MEX 2   | LBH 16  | PAR 3   | BER 1  | LON 5 | LON Ret |         |        |       | 155  | 1. místo |
| 2016–17 | Renault e.dams | Spark SRT01-e | Renault Z.E 16   | HKG 1   | MAR 1  | BUE 1   | MEX 14  | MON 1   | PAR 1   | BER DSQ | BER 1  | NYC   | NYC     | MTL DSQ | MTL 11 |       | 157  | 2. místo |
| 2017–18 | Renault e.dams | Spark SRT01-e | Renault Z.E 17   | HKG 11  | HKG 10 | MAR 2   | SAN 3   | MEX 3   | PDE Ret | ROM 6   | PAR 5  | BER 4 | ZUR 5   | NYC 3   | NYC 4  |       | 125  | 4. místo |
| 2018–19 | Nissan e.dams  | Spark SRT05e  | Nissan IM01      | ADR 6   | MAR 8  | SAN Ret | MEX 21† | HKG Ret | SNY 8   | ROM 5   | PAR 15 | MON 5 | BER 2   | BRN 3   | NYC 1  | NYC 3 | 119  | 2. místo |
| 2019–20 | Nissan e.dams  | Spark-Nissan  | Nissan IM02      | ADR Ret | ADR 12 | SAN 13  | MEX 3   | MRK 4   | BER 7   | BER 2   | BER 11 | BER 3 | BER 10  | BER 3   |        |       | 84   | 4. místo |

### GP2 Series
| Rok  | Tým              | 1         | 2         | 3         | 4         | 5           | 6          | 7           | 8         | 9         | 10          | 11          | 12         | 13         | 14          | 15         | 16          | 17         | 18         | 19          | 20        | 21      | Umístění | Body      |
| ---- | ---------------- | --------- | --------- | --------- | --------- | ----------- | ---------- | ----------- | --------- | --------- | ----------- | ----------- | ---------- | ---------- | ----------- | ---------- | ----------- | ---------- | ---------- | ----------- | --------- | ------- | -------- | --------- |
| 2007 | ART Grand Prix   | BHR FEA   | BHR SPR   | CAT FEA   | CAT SPR   | MON FEA 7   | MAG FEA    | MAG SPR     | SIL FEA   | SIL SPR   | NÜR FEA Ret | NÜR SPR 20  | HUN FEA 15 | HUN SPR 17 | IST FEA Ret | IST SPR 13 | MNZ FEA 7   | MNZ SPR 14 | SPA FEA 10 | SPA SPR Ret | VAL FEA   | VAL SPR | 6        | 21. místo |
| 2008 | Trust Team Arden | CAT FEA 7 | CAT SPR 2 | IST FEA 6 | IST SPR 3 | MON FEA Ret | MON SPR 11 | MAG FEA Ret | MAG SPR 1 | SIL FEA 4 | SIL SPR DNS | HOC FEA Ret | HOC SPR 8  | HUN FEA 7  | HUN SPR 1   | VAL FEA 6  | VAL SPR Ret | SPA FEA 5  | SPA SPR 4  | MNZ FEA 3   | MNZ SPR 7 |         | 50       | 6. místo  |

### GP2 Asia Series
| Rok  | Tým              | 1            | 2            | 3         | 4         | 5           | 6           | 7         | 8         | 9          | 10         | Umístění | Body     |
| ---- | ---------------- | ------------ | ------------ | --------- | --------- | ----------- | ----------- | --------- | --------- | ---------- | ---------- | -------- | -------- |
| 2008 | Trust Team Arden | DUB1 FEA DSQ | DUB1 SPR Ret | SEN FEA 1 | SEN SPR 7 | SEP FEA Ret | SEP SPR Ret | BHR FEA 2 | BHR SPR 2 | DUB2 FEA 2 | DUB2 SPR 2 | 37       | 2. místo |